# Tópaga
Tópaga là một thị xã và đô thị ở Colombia Departamento of Boyacá, thuộc tỉnh Sugamuxi một phân vùng của Boyaca.